# Dick Diamonde
Dick Diamonde, rodným jménem Dingeman Ariaan Henry van der Sluijs, v Austrálii Van der Sluys, (28. prosince 1947 Hilversum, Nizozemsko – 18. září 2024) byl baskytarista australské skupiny The Easybeats. Kytarista George Young se přestěhoval ze Skotska, zpěvák Stevie Wright a bubeník Snowy Fleet byli Angličané, a zbývající dva členové skupiny byli Nizozemci, kytarista Harry Vanda a baskytarista Dick Diamonde. Diamonde ve skupině působil po celou dobu její existence, tedy v letech 1964–1969 a při reunionovém turné v roce 1986.
Do Austrálie se se svou jehovistickou rodinou přestěhoval ve svých čtyřech letech.
Zemřel v roce 2024 ve věku 76 let.